# GSC4031-1698
GSC4031-1698 — хімічно пекулярна зоря спектрального класу A5, що має видиму зоряну величину в смузі V приблизно  9,9.